# Vollack Gruppe
Die Vollack Gruppe ist ein deutsches Unternehmen mit Sitz in Karlsruhe (Durlach), das in der Planung und Realisierung von Büro-, Industrie- und Gesundheitsgebäuden tätig ist. Das Unternehmen ist die Muttergesellschaft des gleichnamigen Konzerns.

## Geschichte
1833 gründete Johannes Gollnow einen Handwerksbetrieb in Stettin. Daraus entstand unter der Firma J. Gollnow & Sohn ein Stahlbauunternehmen, das sich auf Brückenbauten und Stahlbaukonstruktionen spezialisierte und seine Aktivitäten europaweit ausdehnte.
Gollnow & Sohn machten 1945 einen Neuanfang im Stahlbau am Karlsruher Rheinhafen. Aus Gollnow & Sohn wurde 1968 Vollack Stahlhochbau. Der Ingenieur Rudolf Vollack aus Stettin und sein Partner Heinrich Weick führten die Tätigkeit im Stahlhoch- und Brückenbau weiter.
1988 übernahmen Manfred Bähr und Hans Bretz Vollack Stahlhochbau als Hauptgesellschafter. In den 1990er-Jahren begann der Aufbau eines Standortnetzes in Deutschland. Der Schwerpunkt der Tätigkeit verlagerte sich vom Stahlbau auf den strategischen Entwicklungs-, Planungs- und Bauprozess von Büro-, Industrie- und Gesundheitsgebäuden nach dem methodischen Ansatz Design + Build. Die beiden Hauptgesellschafter Bähr und Bretz zogen sich zum Jahresende 2011 aus dem operativen Geschäft zurück.
Unter der Leitung von Reinhard Blaurock, der seit 2008 geschäftsführender Gesellschafter ist, stellte sich Vollack neu auf. Die regionale Präsenz wurde sukzessive weiter ausgebaut. Heute bestehen Betriebsstätten in Karlsruhe, Köln/Wesseling, Düsseldorf/Ratingen, Eisenach, Leipzig/Radefeld, Amt Creuzburg/Mihla, Berlin/Brandenburg und Hamburg. Die Vollack GmbH & Co. KG ist Mitglied im Wirtschaftsverband Industrieller Unternehmen Baden.

## Kulturelles Engagement

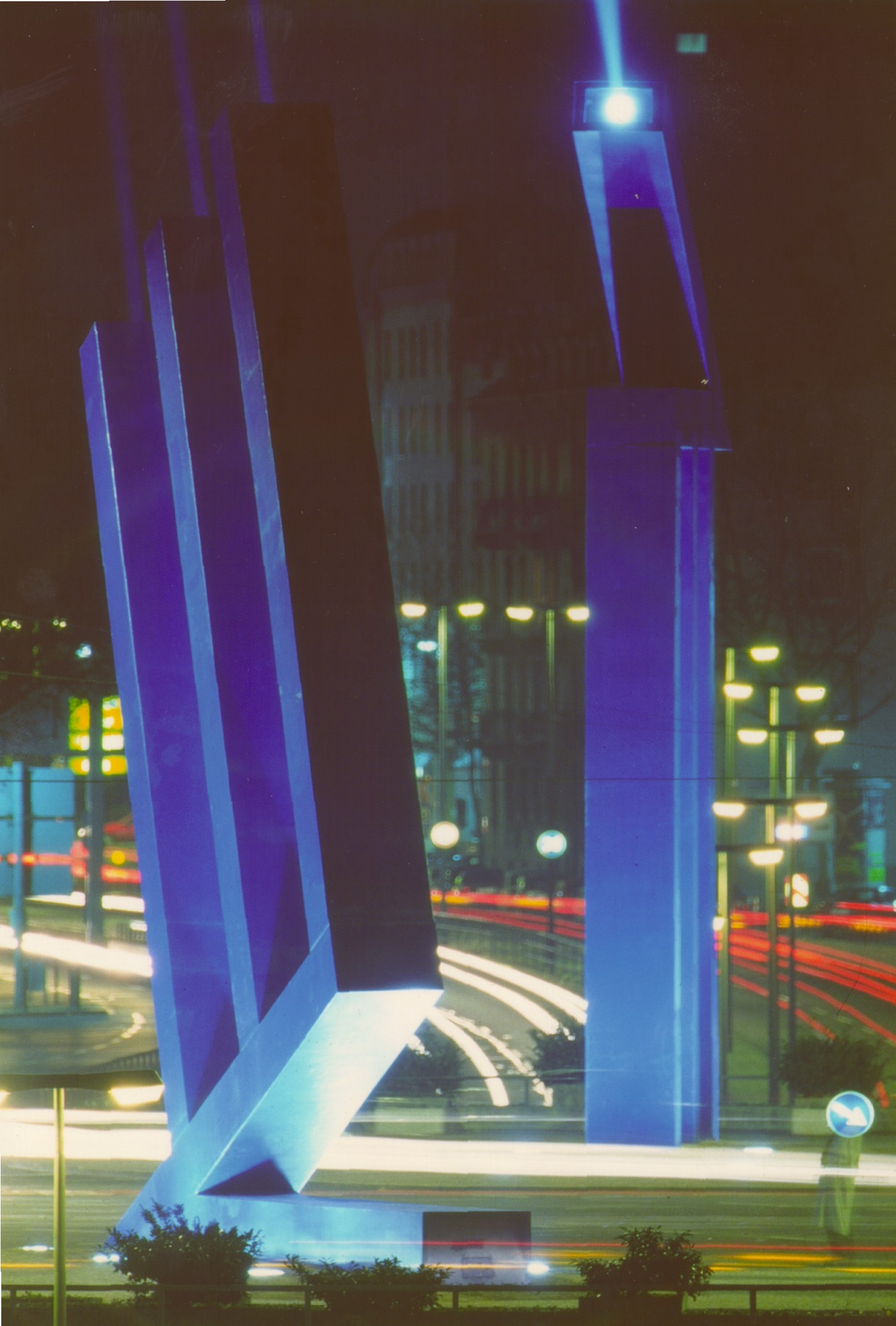
Ettlinger Tor

2018 hat die Vollack Gruppe im Rahmen der Corporate Social Responsibility das Kunstprojekt Karlsruhe Multiple ins Leben gerufen, das sie in Kooperation mit dem Zoologischen Stadtgarten Karlsruhe seitdem umsetzt. Die erste Keramikskulptur war 2018 Ich bin ein Elefant von Anna Dorothea Klug, die auf die Bedrohung der Asiatischen Elefanten aufmerksam machen soll. Im Rahmen des Projekts wurde 2019 die Skulptur Katzenbär des Künstlers Daniel Wagenblast umgesetzt. 2020 entstand die Figur Change! zum Schutz des Humboldt-Pinguins aus der Hand des Bildhauers Klaus Gutowski. 2022 erschuf die Künstlerin Irmela Maier das Karlsruhe Multiple Blue. Die Figur des Flusspferds gibt der zunehmend bedrohten Tierart eine Stimme. Alle Skulpturen werden als kleine Figuren, sogenannte „Multiples“, in einer Auflage von 100 Exemplaren zugunsten der Artenschutzstiftung Zoo Karlsruhe bei der Kunstmesse art Karlsruhe im jeweiligen Jahr verkauft. Als große Skulpturen sind sie eine Gabe an den Zoo und Stadtgarten und bilden dort sukzessive einen Skulpturenpark.
Ein Kunstprojekt von 1998 ist die Skulptur Ettlinger Tor des Bildhauers Andreas Helmling. Die in leuchtendem Blau gehaltene, 80 Tonnen schwere Installation wurde von Helmling anlässlich des 150. Jahrestags der Badischen Revolution geschaffen. Sie wurde 1998 auf Initiative von Vollack und mit der Unterstützung 40 weiterer Unternehmen der Region erstellt und an die Stadt übergeben. Heute steht die Skulptur an der Karlsruher Südtangente am Schwarzwaldkreuz. Ihre Form erinnert an das historische Ettlinger Tor.
Bei den internationalen Filmfestspielen Independent Days stiftete die Vollack Gruppe 2023 zum sechsten Mal die Preise für die beste Schauspielerin und den besten Schauspieler.

## Auszeichnungen

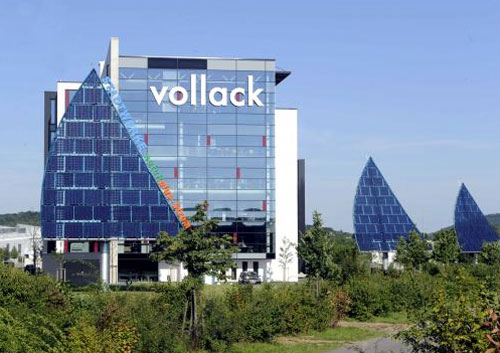
Unternehmenssitz Forum1

- 2013: Erster Platz beim Wettbewerb der Stadt Karlsruhe für ökologisch ausgewogene Grünkonzepte in Gewerbegebieten, Kategorie Dienstleistung (Unternehmenssitz Forum 1).[16]
- 2013: Preis für Beispielhaftes Bauen 2013 der Architektenkammer Baden-Württemberg für die Revitalisierung des Hauptgebäudes der Badischen Versicherungen BGV.[17]
- 2014: Büro- und Laborgebäude B1 des Gewerbeparks Am Oktogon im Technologie-Cluster Adlershof, Berlin, wurde mit dem LEED-Zertifikat (Leadership in Energy and Environmental Design) in Gold ausgezeichnet.[18]
- 2014: Vollack Sachsen erhielt den Großen Preis des Mittelstands der Oskar-Patzelt-Stiftung.[19]
- 2015: Das Bürogebäude im Kreativpark Alter Schlachthof erhielt das Zertifikat des Passivhaus Instituts Darmstadt[20] und ist damit das größte zertifizierte Büro-Passivhaus in Baden-Württemberg. Auch das neue Büro-Campusgebäude von Dr. Thomas + Partner in Stutensee ist als Passivhaus zertifiziert worden.[21]
- 2016: VAUDE Sport wurde mit dem GreenTec Award, einer Auszeichnung, die die Umweltorientierung des Unternehmens hervorhebt, geehrt. Das Unternehmen erhielt den Preis für seinen nachhaltigen Umbau der Firmenzentrale am Hauptsitz in Tettnang, für den Vollack das Konzept entwickelte sowie den Umbau plante und realisierte.[22]
- 2017: Baumkronen- und Zeitreisepfad Beelitz-Heilstätten gewann den Brandenburger Tourismuspreis 2017.[23]
- 2018: Mit ristav realisierte Vollack das erste Massivholz-Bürogebäude in Karlsruhe.
- 2018: Die von der Vollack Einheit Hallen- und Stahlbau realisierte Aussichtsplattform Wolkenhain erhielt den Preis Selection des ICONIC AWARDS 2018: Innovative Architecture vom Rat für Formgebung | German Design Council.[24]
- 2019: Der AKF, Arbeitskreis Kulturförderung des Kulturkreises der deutschen Wirtschaft im BDI, zeichnete die Vollack Gruppe für das Projekt Karlsruhe Multiple mit dem AKF-Award aus.[25]
- 2019: Beim LEA-Mittelstandspreis wurde Vollack ebenfalls für das Projekt Karlsruhe Multiple gewürdigt und erhielt die Auszeichnung „Sozial engagiert 2019“.[26]
- 2019: Rund 100 Bauprojekte wurden für das Auszeichnungsverfahren Baukultur Kraichgau gemeldet. Vollack beteiligte sich mit der Customer World von Atlas Copco in Bretten an dem Wettbewerb, das Bauwerk wurde als besonders gelungen hinsichtlich einer qualitätsvollen Baukultur gewürdigt.[27]
- 2019: GfA Elektromaten wurde beim Düsseldorfer Umweltpreis 2019, der unter dem Motto „Klima machen – für heute, morgen, übermorgen“ stand, unter anderem für sein von Vollack geplantes und realisiertes zertifiziertes Passivhaus ausgezeichnet.[28]
- 2020: Der von Vollack konzipierte, realisierte und als Passivhaus zertifizierte TUP-Campus von Dr. Thomas + Partner wurde für den Effizienzpreis Bauen und Modernisieren 2020 des Umweltministeriums nominiert und im Rahmen der Preisverleihung gewürdigt.[29]
- 2022: Vollack erhielt vom Kompetenznetzwerk Buildingsmart die Auszeichnung BIM Champion 2022 in der Kategorie Bauausführung. Mit dem Preis werden außergewöhnliche Leistungen bei der Anwendung der Disziplinen Building Information Modeling (BIM) und Lean Construction (LEAN) beim Planen und Bauen von Gebäuden geehrt.[30]